# Barão de Münchhausen

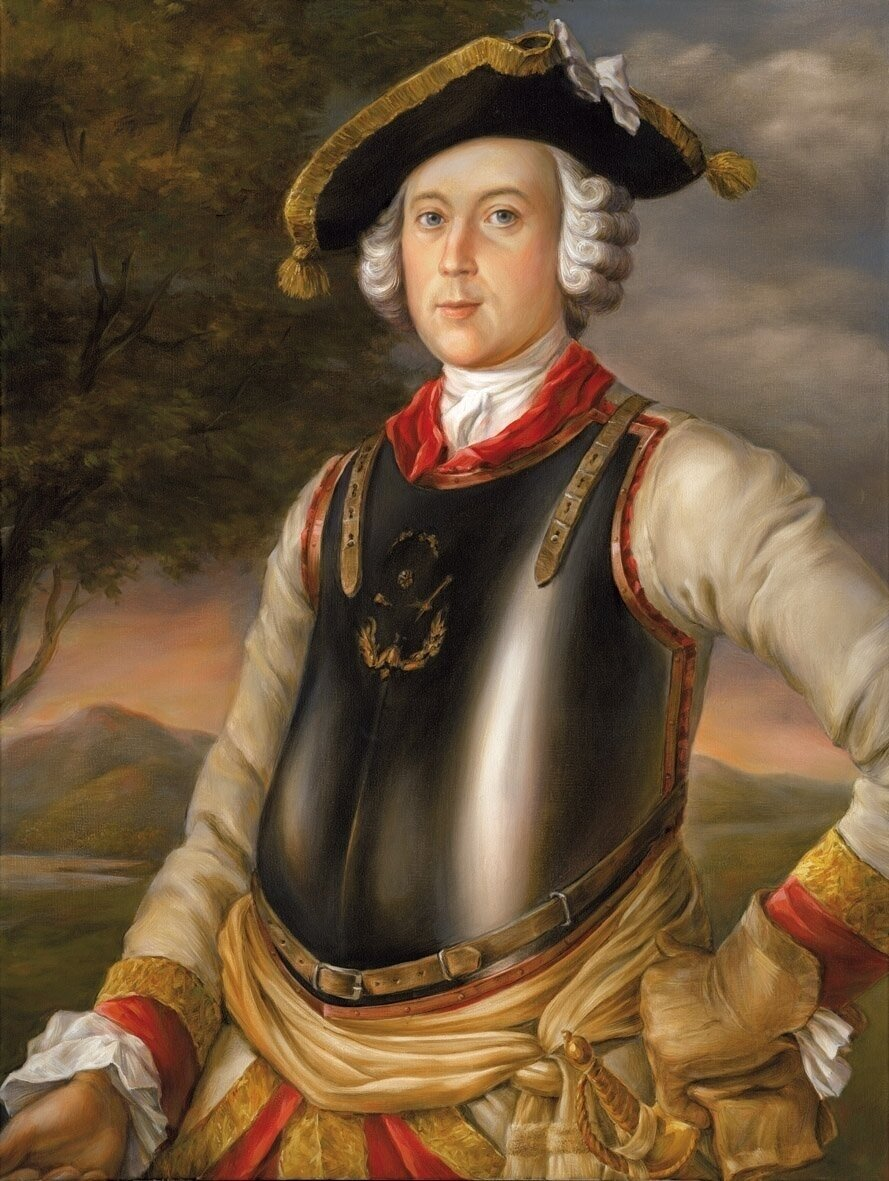
O jovem Münchhausen

Karl Friedrich Hieronymus von Münchhausen (11 de maio de 1720 – 22 de fevereiro de 1797) foi um militar e senhor rural alemão. Os relatos de suas aventuras serviram de base para a célebre série As Aventuras do Barão de Münchhausen, compiladas por Rudolph Erich Raspe e publicadas em Londres em 1785. São histórias fantásticas e bastante exageradas, propagadas sobretudo na literatura juvenil. Um personagem que se equilibra entre a realidade e a fantasia em seu mundo próprio, onde enfrenta os mais diversos perigos, perpetra fugas impossíveis (sendo a mais famosa delas: a fuga do pântano do qual afundara junto com seu cavalo, tendo conseguido escapar ao puxar a própria peruca), testemunha fatos extraordinários e faz viagens fantásticas — sem jamais perder a fleuma.

## A vida
Hieronymus Karl Friedrich von Münchhausen nasceu em Bodenwerder, Eleitorado de Brunswick-Lüneburg, descendente de uma importante e nobre linhagem do ramo de Rinteln-Bodenwerder, uma família aristocrática do condado de Brunswick-Lüneburg. Foi um dos oito filhos do Tenente Coronel de Cavalaria Georg Otto von Münchhausen (*1682 † 1724), Senhor de Rinteln e Bodenwerder, e de Sibylle Wilhelmine von Reden de Hastenbeck (*1689 † 1741). O seu pai faleceu quando Karl Friedrich tinha apenas quatro anos, tendo sido criado pela mãe.
Seguindo a tradição aristocrática, aos treze anos foi enviado para a corte de Brunswick em Wolfenbüttel. Em 1737 servia como pagem do Duque Anton Ulrich von Braunschweig- Wolfenbüttel, o futuro marido de Anna Leopoldowna, sobrinha e herdeira designada da imperatriz Anna da Rússia. Tendo de provar o seu valor junto da aristocracia russa, o jovem Duque seguiu para S. Petersburgo, onde se alistou nas tropas militares russas. Em Dezembro de 1737, Münchhausen seguiu-o, onde chegou em Fevereiro de 1738, tendo participado na guerra Russo-Austríaca contra o império Otomano (1736–1739). Muito provavelmente, a fantástica história da "viagem na bola de canhão" tem origem em acontecimentos ocorridos durante o cerco da fortaleza de Ochakov, na Criméia Otomana, pelo comandante russo von Munnich.
Em 1739 Münchahusen foi nomeado alferes do regimento de couraceiros de Braunschweig ("Braunschweig Cuirassiers") pela Imperatriz Anna Ivanovna da Rússia, cujo comandante era Anton Ulrich. Os Couraceiros estavam estacionados em Riga e participaram já com Münchhausen na Guerra Russo-Sueca (1741-1743). Em 1740 Munchausen foi nomeado tenente.
A carreira militar de Münchhausen prometia ser brilhante sob a égide do seu patrono, mesmo após a morte da Czarina Anna, pois o único filho de Anton Ulrich foi proclamado Czar da Rússia como Ivan VI. Mas todas as esperanças caíram por terra no ano de 1741 quando, estando Münchhausen estacionado em Guelph com a sua comitiva, se deu uma violenta reviravolta do trono russo, quando Elizabeth, prima da falecida czarina Anna, e filha de Pedro, o Grande, afastou o czar Ivan VI de um ano de idade do trono, aprisionando-o e a toda a sua família. Apesar de Münchhausen ter saído ileso desta revolução — por se encontrar em combate na Finlândia, a sua carreira militar estagnou. Ainda seria necessária uma década até ser, em 1750, promovido a Capitão de Cavalaria. Os anos passados em Riga, onde a sua guarnição estava estacionada, influenciaram sobremaneira a forma de Münchhausen contar histórias, que muito entretinham o seu círculo de amizades germânicas e bálticas.
Convidado por várias vezes para participar da caça aos patos pelo seu amigo, o aristocrata báltico Georg Gustav von Dunten, na sua propriedade rural de Ruthern, na Livónia (actual Dunte, na Letónia), diz-se que foi nas tabernas locais que Münchhausen se revelou então um prodigioso contador de histórias. Foi também aí que o Barão conheceu a filha do seu amigo, Jacobine von Dunten, a qual desposou a 2 de Fevereiro 1744 na igreja da aldeia de Pernigel (Liepupe).
Em 1750, Münchhausen obteve licença do exército e retornou à Alemanha, à agora sua propriedade, onde viveu mais 40 anos, felizes mas sem filhos. Viveu a vida de um Senhor rural, gerindo a sua propriedade e mantendo relações com os Senhores seus vizinhos, cujo passatempo favorito era a caça. Nestas reuniões de amigos, começou então a criar a sua reputação de contador de histórias. Muitos convidados vinham de longe só para ouvir as suas histórias fabulosas, de entre os quais, possivelmente também o então diretor do Museu de Kassel, Rudolf Erich Raspe. Os primeiros três destes contos foram publicados em 1761 pelo Conde Rochus Friedrich zu Lynar, cujo irmão Moritz Karl, fora, nos tempos de São Petersburgo, amante da mulher do Duque Anton Ulrichs, Anna Leopoldowna; Rochus Lynar era, em 1749, embaixador naquela cidade, e de 1752 a 1765 governador em Oldenburg; não longe dali, em Daren bei Vechta, viva Anna von Frydag, irmã de Münchhausens, através da qual é possível que os dois se tenham encontrado novamente.

## As "aventuras"
Nascido em Bodenwerder, durante a juventude Münchhausen serviu como pajem de Anthony Ulrich II, Duque de Brunswick-Lüneburg, e mais tarde entrou para o exército russo, onde serviu até 1750, participando em particular de duas campanhas contra os turcos. Ao retornar para casa, começou a espalhar várias histórias extremamente exageradas sobre suas aventuras; ganhou a fama de maior mentiroso do mundo.
De acordo com as histórias, recontadas por outros, os feitos incríveis do Barão incluíram viagens em bolas de canhão, jornadas para a Lua, e, a mais famosa, a fuga de um pântano ao puxar a si mesmo pelos próprios cabelos — ou pelo cadarço das botas, dependendo da versão. Muitos utilizam esta última narrativa para expressar, por analogia, a tolice que se é tentar sair de uma situação difícil sem a ajuda de alguém, apenas de si mesmo. O filósofo alemão Nietzsche fez uma referência a essa história no aforismo 21 de Além do bem de do mal, contrariamente à tese do livre-arbítrio.

## O livro
Os relatos incríveis levaram o bibliotecário alemão Rudolf Erich Raspe (nascido em 1736 e morto em 1794, de escarlatina procurando carvão para um de seus projetos científicos) a escrever As Loucas Aventuras do Barão de Münchhausen, publicado pela primeira vez em Londres em 1785 — salvo uma coleção anônima aparecida em 1781, sob a suspeita de que Rudolf a tenha escrito. Conta-se que Rudolf acrescentou outros eventos bizarros, que o próprio Münchhausen achou exagerados.

## O filme
Depois do livro ter sido traduzido para diversas línguas, a trama chegou aos cinemas da Alemanha em 1943, em plena guerra. O lançamento foi aproveitado pelo governo nazista para celebrar o 25.º aniversário da UFA, a maior companhia cinematográfica do país. O diretor da película, o húngaro Josef von Baky, foi escolhido pelo temido ministro da propaganda, Joseph Goebbels. Em 1989, Terry Gilliam, ex-integrante do grupo cômico Monty Python e diretor de filmes como Brasil e Os 12 Macacos, levou às telas a sua versão das aventuras do Barão de Münchausen.

## Galeria

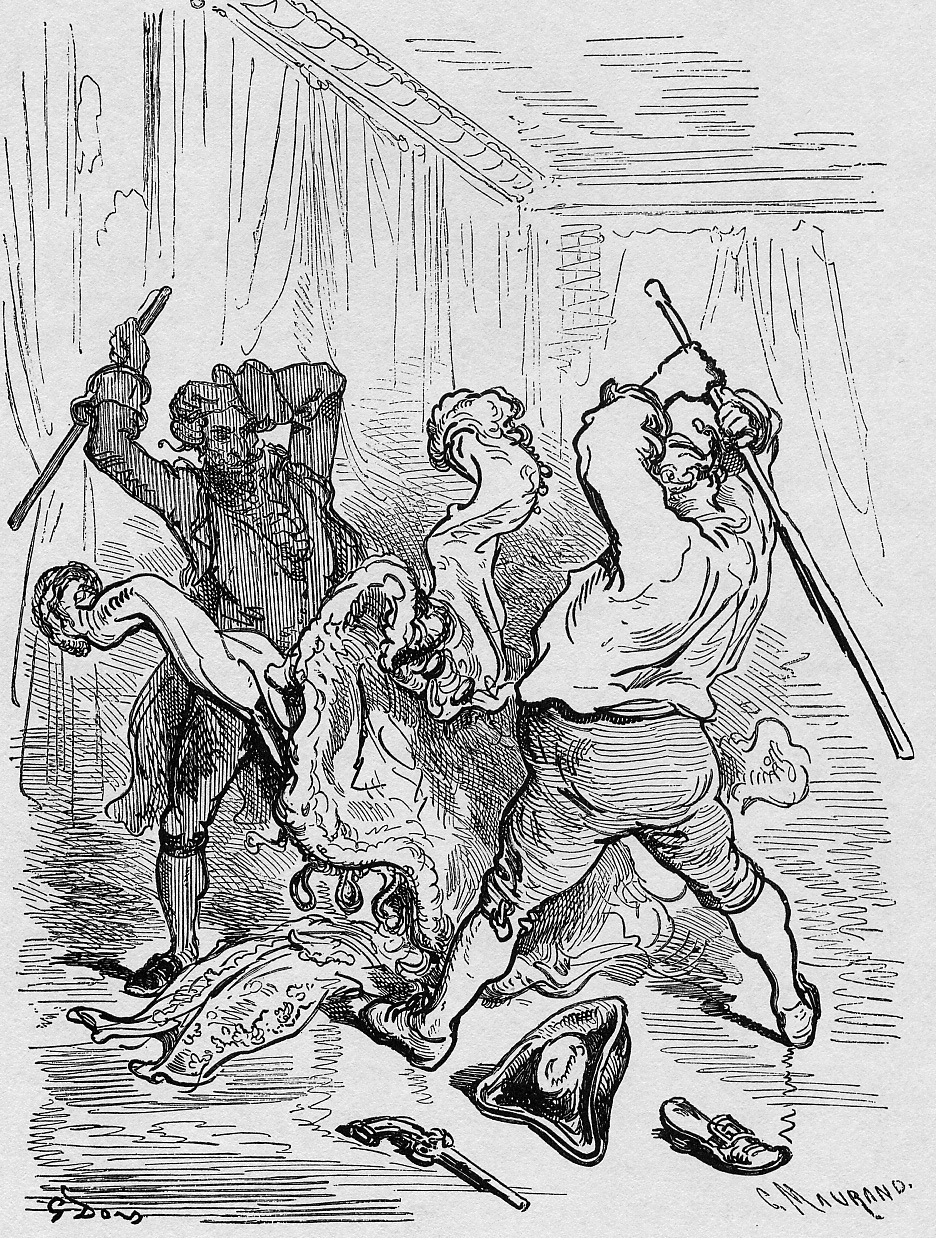
Barão de Münchhausen por Gustave Doré
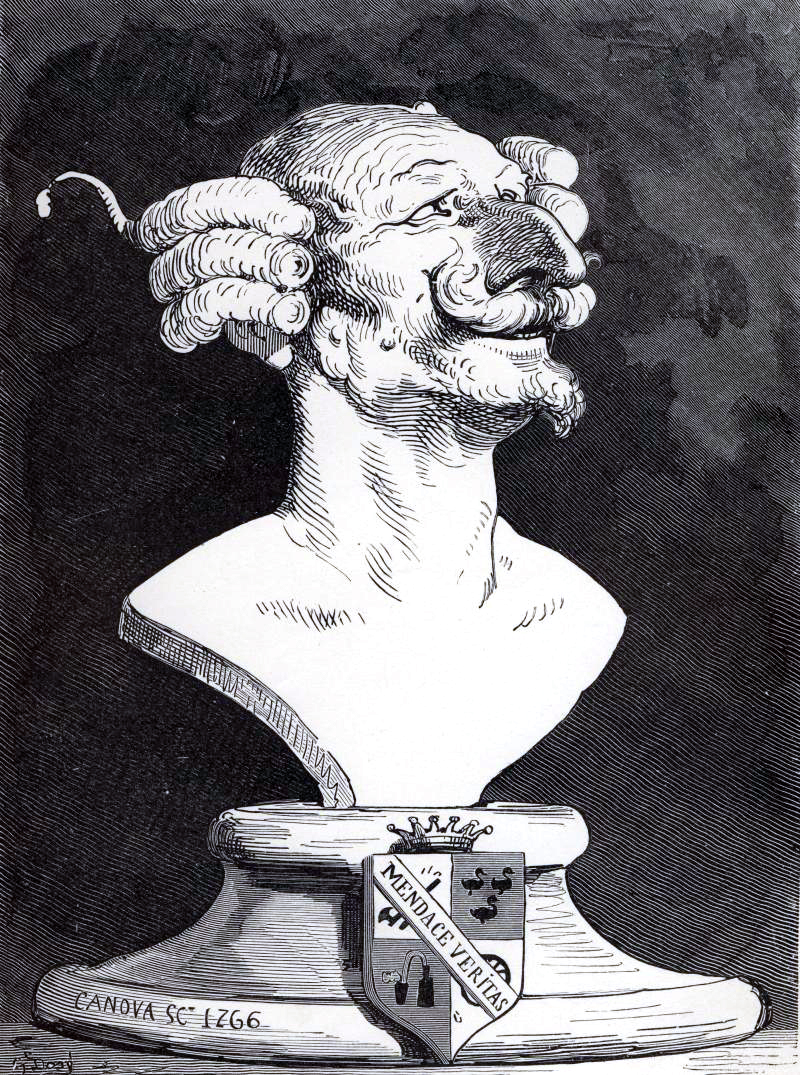
Caricatura do Barão de Münchhausen por Doré